# Campeonato Mundial de Halterofilia de 1969
El XLIII Campeonato Mundial de Halterofilia se celebró en Varsovia (Polonia) entre el 20 y el 28 de septiembre de 1969 bajo la organización de la Federación Internacional de Halterofilia (IWF) y la Federación Polaca de Halterofilia.
En el evento participaron 166 halterófilos de 37 federaciones nacionales afiliadas a la IWF.

## Medallistas
| Evento  | Oro                                    | Plata                           | Bronce                                |
| ------- | -------------------------------------- | ------------------------------- | ------------------------------------- |
| 52 kg   | Vladislav Krishchishin URSS 337,5      | Vladimir Smetanin URSS 337,5    | Walter Szołtysek · Polonia · 335,0    |
| 56 kg   | Mohamad Nasiri Irán 360,0              | Atanas Kirov Bulgaria 347,5     | Hiroshi Ono Japón 342,5               |
| 60 kg   | Yoshiyuki Miyake Japón 385,0           | Mladen Kuchev Bulgaria 385,0    | Dito Shanidze URSS 380,0              |
| 67,5 kg | Waldemar Baszanowski · Polonia · 445,0 | János Bagócs · Hungría · 430,0  | Zbigniew Kaczmarek · Polonia · 425,0  |
| 75 kg   | Viktor Kurentsov URSS 467,5            | Gábor Szarvas · Hungría · 440,0 | Juhani Mursu · Finlandia · 437,5      |
| 82,5 kg | Masashi Ohuchi Japón 487,5             | Károly Bakos · Hungría · 487,5  | Boris Selitski URSS 482,5             |
| 90 kg   | Kaarlo Kangasniemi · Finlandia · 515,0 | Bo Johansson · Suecia · 500,0   | Géza Tóth · Hungría · 495,0           |
| 110 kg  | Bob Bednarski Estados Unidos 555,0     | Jaan Talts URSS 547,5           | Kauko Kangasniemi · Finlandia · 507,5 |
| +110 kg | Joseph Dube Estados Unidos 577,5       | Serge Reding · Bélgica · 570,0  | Stanislav Batishchev URSS 570,0       |

1. 1 2 3  Fuerza (kg) + arrancada (kg) + dos tiempos (kg) = TOTAL (kg)

## Medallero
| Núm. | País           | Oro | Plata | Bronce | Total |
| ---- | -------------- | --- | ----- | ------ | ----- |
| 1    | URSS           | 2   | 2     | 3      | 7     |
| 2    | Japón          | 2   | 0     | 1      | 3     |
| 3    | Estados Unidos | 2   | 0     | 0      | 2     |
| 4    | Finlandia      | 1   | 0     | 2      | 3     |
| 4    | Polonia        | 1   | 0     | 2      | 3     |
| 6    | Irán           | 1   | 0     | 0      | 1     |
| 7    | Hungría        | 0   | 3     | 1      | 4     |
| 8    | Bulgaria       | 0   | 2     | 0      | 2     |
| 9    | Bélgica        | 0   | 1     | 0      | 1     |
| 9    | Suecia         | 0   | 1     | 0      | 1     |
|      | TOTAL          | 9   | 9     | 9      | 27    |